# Spinanomala unispinosa
Spinanomala unispinosa är en skalbaggsart som beskrevs av Ohaus 1910. Spinanomala unispinosa ingår i släktet Spinanomala och familjen Rutelidae. Inga underarter finns listade i Catalogue of Life.